# Ivanîkî, Iavoriv
Ivanîkî (în ucraineană Іваники) este un sat în comuna Buniv din raionul Iavoriv, regiunea Liov, Ucraina.

## Demografie
Componența lingvistică a localității Ivanîkî
     Ucraineană (100%)
Conform recensământului din 2001, toată populația localității Ivanîkî era vorbitoare de ucraineană (100%).